# M/S Superfast IX

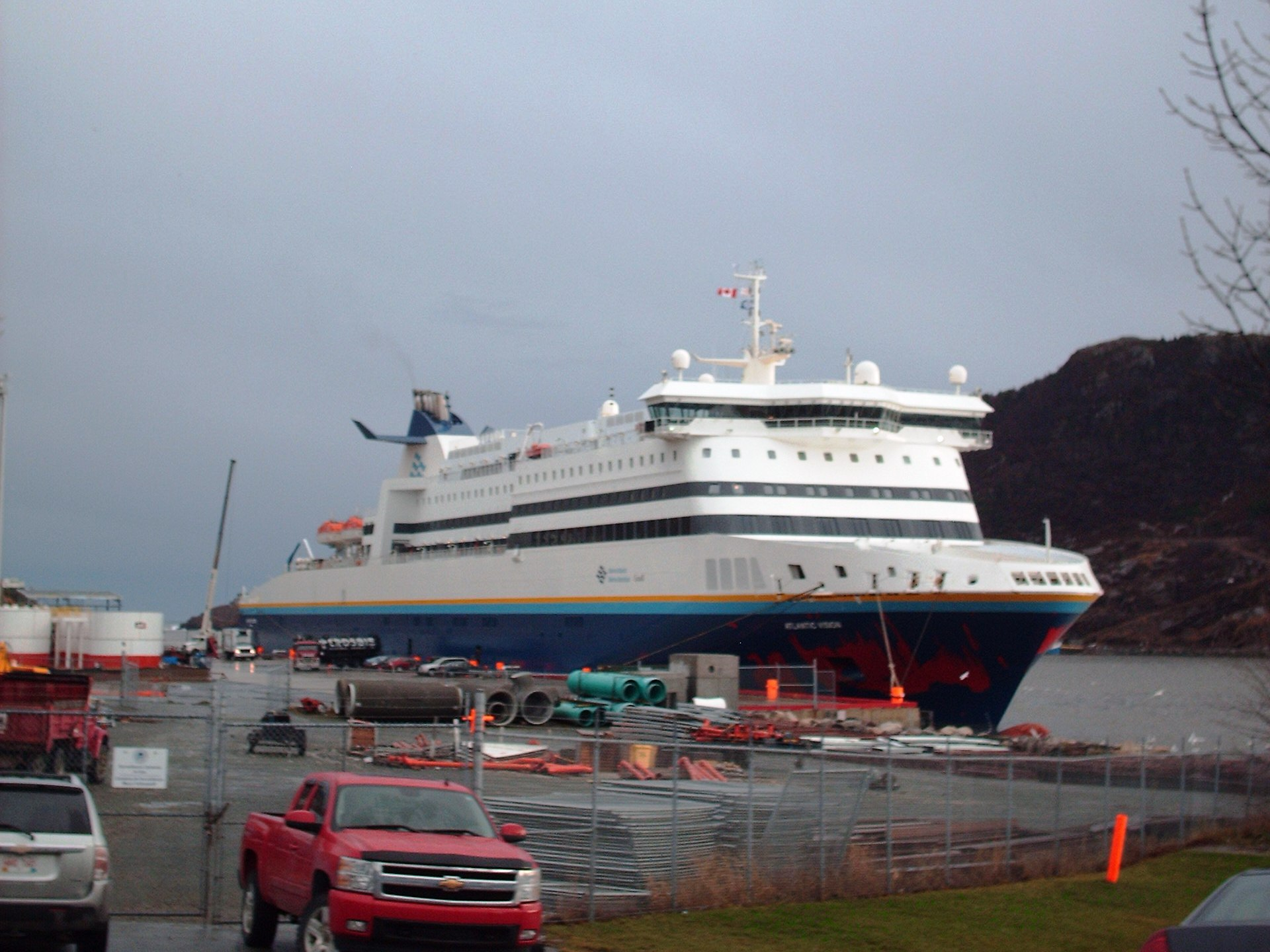
M/S Atlantic Vision i St. John's i Kanada, 2008

M/S Superfast IX (tidigare Atlantic Vision) är en snabbfärja, som ägs av Tallink. Fartyget byggdes i Howaldtswerke-Deutsche Werft AG i Kiel i Tyskland 2002. Fartyget är 203,30 m lång. Fartyget ägdes ursprungligen av Superfast Ferries och trafikerade från början Rostock - Södertälje, efter dålig lönsamhet började fartyget därefter trafikera Rosyth och Zeebrugge.
Fartyget köptes av Tallink under 2006 och fartyget började trafikera Rostock - Paldiski - Hangö. Under 2007 började färjan trafikera  Helsingfors - Tallinn samt Helsingfors - Rostock. Mellan 2008 och 2024 chartrades fartyget av Marine Atlantic som bytte namn på fartyget till Atlantic Vision. I april 2025 får fartyget tillbaka sitt tidigare namn Superfast IX och börjar trafikera Kapellskär - Paldiski och ersätter då M/S Star I på sträckan.

## Systerfartyg
- M/S Stena Superfast VII
- M/S Stena Superfast VIII
- M/S A Nepita